# Cerámica micénica

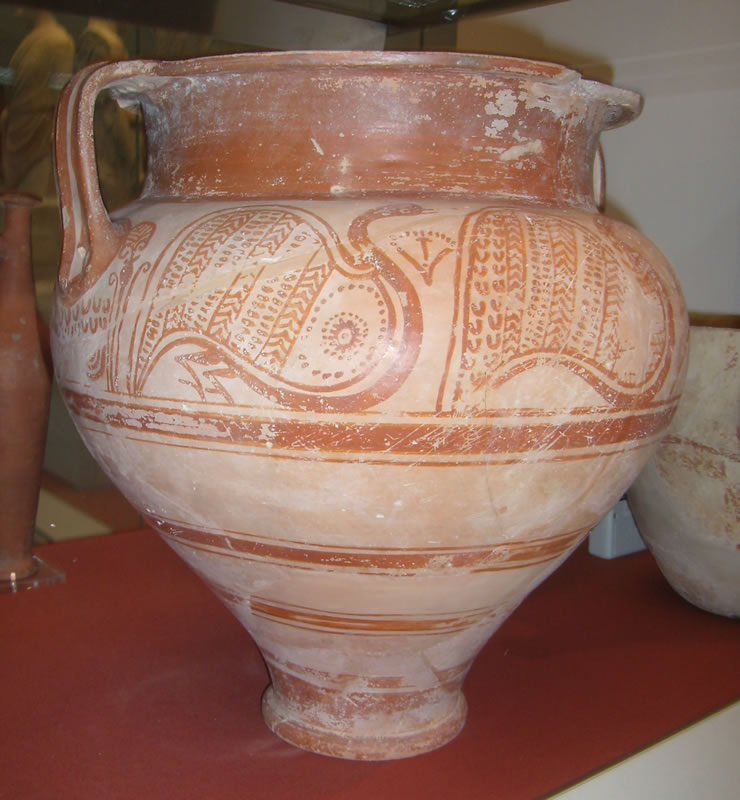
Crátera micénica encontrada en la tumba 45 en Enkomi (Chipre), Museo Británico.

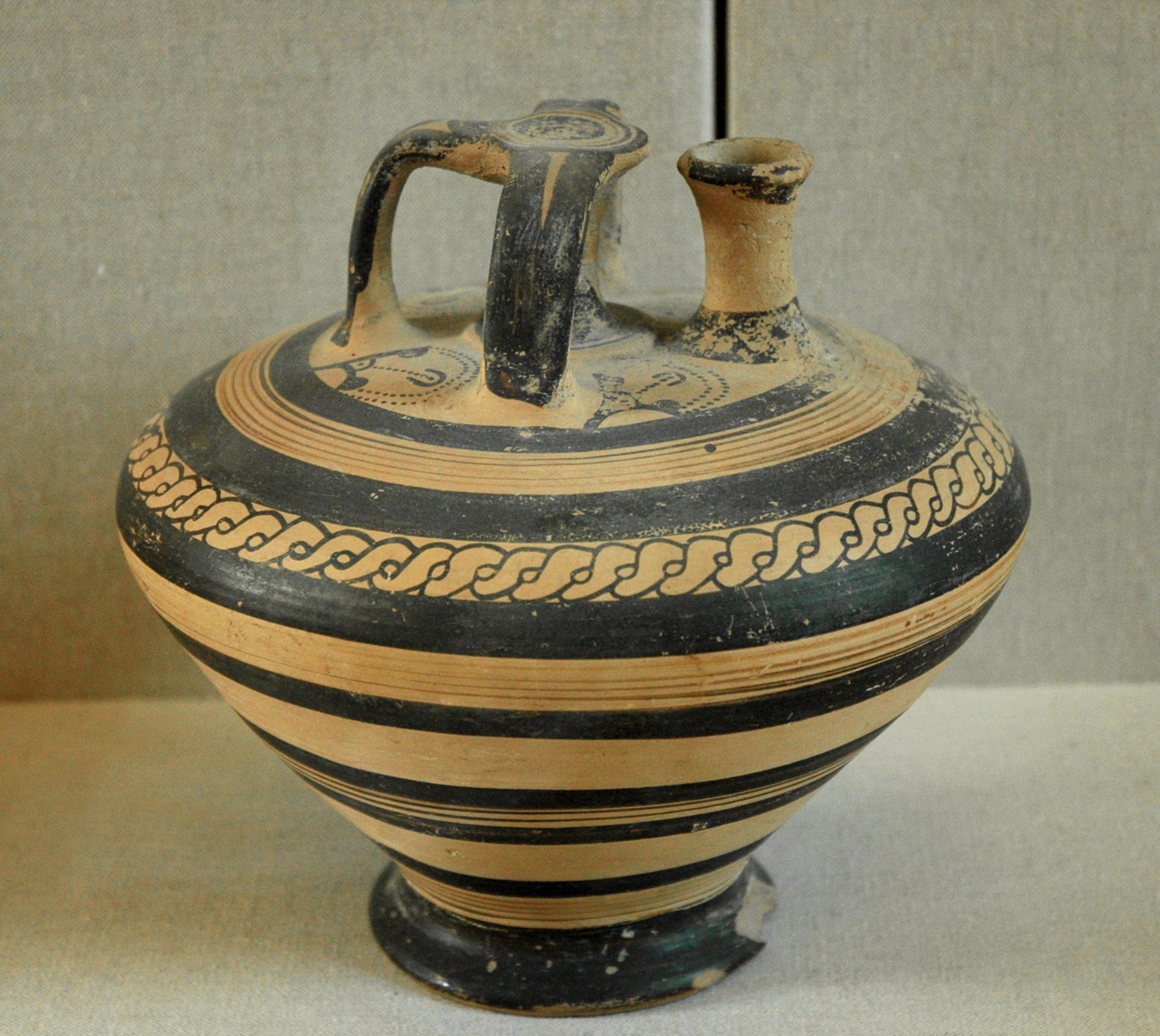
Jarrón micénico exportado a Ugarit, siglos XIV al XIII a. C., Museo del Louvre

La Cerámica micénica es la producida por ceramistas micénicos y está clasificada por los arqueólogos en una serie de fases estilísticas, que pueden agruparse en cuatro grandes etapas, que se corresponden aproximadamente con las etapas culturales/históricas.
- Heládico reciente I-IIA (c. 1675/1650-1490/1470 a. C.)
- Heládico reciente IIB-IIIA1 (c. 1490/1470- 1390/1370 a. C.)
- Heládico reciente IIIA2-B (c. 1390/1370-1190 a. C.)
- Heládico reciente IIIC (c. 1190-1050/1025 a. C.).

## Características
Al inicio del período heládico reciente o período micénico se encontró cerámica de forma vascular en los círculos de tumbas de Micenas que son imitaciones de la cerámica minoica de la época con nuevos motivos de elementos tomados de la naturaleza. Con esta base, se desarrolló el estilo palacial, de forma similar al hallado en Cnosos pero organizado más racionalmente. Hacia 1500-1450 a. C. se ampliaron las formas cerámicas hasta alcanzar 68 perfiles distintos, como las copas efíreas (parecidas a las copas de champán actuales), las cráteras con dos asas horizontales o la jarra de estribo, con asa doble y pico vertedor descentrado, decoradas con motivos florales o marinos junto a otros geométricos, que desembocará en el estilo de metopas. En el período final, surge el llamado estilo del granero, caracterizado por sus pinturas de círculos horizontales y el estilo tupido, de tipo lineal, con temas minoicos muy estilizados.
A partir del siglo XIII a. C., hay gran actividad exportadora de la cerámica por el Mediterráneo y el Próximo Oriente, llegando algunas piezas hasta lugares tan alejados como la península ibérica. Asociado a la construcción de los palacios micénicos a principios del siglo XII a. C., en el estilo pictórico, se ha encontrado el llamado Vaso de los guerreros, donde se representa una fila de guerreros, despedidos por una joven que alza los brazos.

## Otras cronologías
La llamada cerámica submicénica se considera actualmente como la etapa final de la Heládica reciente III C y es seguida por la cerámica protogeométrica (1050/25-900 a. C.). Hasta ahora no se ha encontrado evidencia arqueológica de una invasión de los dorios entre 1200 y 900 a. C., por lo que ningún estilo de cerámica puede estar asociada a ellos. 
Dendrocronológicamente y a través del C14 se evidencia que el inicio del periodo protogeométrico debería ser revisado al menos al 1070 a. C. si no antes.